# Yoshinobu Oyakawa
Yoshinobu „Yoshi“ Oyakawa (* 9. August 1933 in Kona, Hawaii) ist ein ehemaliger US-amerikanischer Schwimmer.
Bei den Olympischen Spielen 1952 in Helsinki wurde er über 100 m Rücken Olympiasieger. Außerdem stellte er zwischen 1952 und 1956 zahlreiche Weltrekorde über die Lage Rücken auf.
Im Jahr 1970 wurde er in die International Swimming Hall of Fame aufgenommen.